# Örley István
Örley István (Berettyóújfalu, 1913. április 21. – Budapest, 1945. január 16.) író, szerkesztő, kritikus.

## Életpályája
Örlei György és Fényes Márta fiaként született. A kőszegi katonai reáliskolában Ottlik Géza évfolyamtársa volt. A Magyar Királyi Honvéd Ludovika Akadémia (Ludovika) elvégzése után hivatásos tüzérhadnagy, ám négyesztendei szolgálat után leszerelt. 1939-ben kinevezték a Magyar Rádió irodalmi osztályára lektornak, ahol a munkatársak eleinte gyanakvással fogadták, gondolván, hogy „katonai cenzort” ültettek a nyakukba, rövidesen kiderült azonban, hogy Örley érti a dolgát, és az igényes műsorkészítés híve. 1944-ig dolgozott itt, közben a Magyar Csillag szerkesztőségének is tagja. Már ekkor legendás tekintélynek örvendett, ugyanis vasszigorral bírált el kéziratokat - a legszigorúbb azonban önmagához volt, saját írásait is rendre „visszautasította”. A német megszállás után elhagyta a Rádiót, be kellett volna vonulnia, de katonaszökevényként bujkált, és közben hamis iratokhoz segített hozzá üldözötteket. A főváros ostroma közben repülőtámadás áldozata lett. Írásait főként az Élet, a Magyar Csillag és a Nyugat közölte.
Ottlik Géza kultikus regényében, az Iskola a határonban Örley is mintaként szolgált, az írói vallomás szerint leginkább Medve Gábor alakjának megformálásánál (míg Both Benedek feltehetően Ottlik Gézával azonos). Örley pedig Andris című novellájában örökítette meg Ottlikot.
1985-ben magyar írók és költők egy csoportja – Hekerle László javaslata alapján – Örley István nevét vette fel (Örley kör). 1986-tól a kör minden évben kiadta az Örley-díjat. A rendszerváltással az Örley Kör társadalmi szerepe megszűnt.

## Művei
- Farsang (kisregény az Élet c. folyóiratban, 1940)
- Flocsek bukása (regény az Élet c. folyóiratban, 1941)
- A Flocsek bukása (válogatott írások, Magvető, Budapest, 1988)